# Daniel Schneidermann
Daniel Schneidermann,  född den 5 april 1958 i Paris, Frankrike, är en fransk journalist. Han är känd för sina mediaanalyser, i synnerhet av tv. Schneidermann är i huvudsak aktiv på tidningarna Le Monde och Libération. Han var även programledare för tv-programmet Arrêt sur images, som i tolv års tid sändes på den statliga tv-kanalen France 5.

## Biografi
Efter studier vid Centre de formation des journalistes blev Daniel Schneidermann 1981 anställd på Le Monde. På samma tidning blev han 1983 utrikeskorrespondent. 1992 började Schneidermann att skriva kolumner om tv, först dagliga i Le Monde, där han kritiserade sättet på vilket tv presenterade information och dess inflytande på tittarna. Han fortsatte traditionen med att kritisera tv-kanaler, vilken hade startat 30 år tidigare av journalisterna François Mauriac och Morvan Lebesque.
1995 ledde hans populära tidningskolumner till att han kunde starta det veckovis återkommande tv-programmet Arrêt sur images, där han både stod för produktion och var programlecare. Journalisten Pascale Clark var under programmets första år bisittare tillsammans med Schneidermann. Syftet med programmet var att tolka och dechiffrera tv:s budskap, med hjälp av diverse kolumnister och journalister som analyserar "berättarrösten" i medierna. Programmet använde sig av Internet som konstruktiv kritik; varje månad sammanställde redaktionen åsikter om programmet utifrån dess forum på kanalens webbplats.
Schneidermann fortsatte att skriva sin kolumn varje vecka i Le Monde. I oktober 2003 avskedades han dock, då det framkommit att han kritiserat ledningen hos Le Monde i sin nyligen utkomna bok Le Cauchemar médiatique (Mediernas mardröm).
I sin sista kolumn för tidningen beskrev han känslan av att ha blivit bedragen och den stora förvåningen han kände då han just avskedats.
Schneidermann blev strax därefter anställd som kolumnist på dagstidnigen Libération, med fokus på alla typer av medier.
Daniel Schneidermann har visat ett lika stort intresse för analyser av Internet, som för utvecklingen av bloggar, som av Wikipedia..

## Polemik
Som mediakritiker har Schneidermann blivit föremål för många hetsiga diskussioner, både riktade direkt till honom själv och till hans tv-program Arrêt sur images.

### Pierre Bourdieu
I det avsnitt av Arrêt sur images som sändes 20 januari 1996, och som kritiserade den franska sociologen Pierre Bourdieu, bjöds denne in att delta i programmet tillsammans med journalisterna Jean-Marie Cavada och Guillaume Durand. Bourdieu trodde att programmet inte skulle tillåta honom att uttrycka sina åsikter, vilket bekräftade hans idé om att "tv kan inte bli kritiserad på tv"; Schneidermanns comeback var att han trodde att kritiken visade på ett missförstånd om hur television fungerar.
Under 1996 publicerade Bourdieu boken Sur la télévision (På tv), medan Schneidermann 1999 publicerade Du journalisme après Bourdieu (Journalistiken efter Bourdieu).
Filmen Enfin Pris (Fångad till sist) är en fransk film av journalisten Pierre Carles – vapendragare till Bourdieu – som utkom 2001. Carles samarbete också under ett kort tid med Schneidermann. I filmen används Carles Schneidermann som huvudfigur, något som Carles delvis förnekar. Filmen är uppenbart baserad på scener ur programmet med Pierre Bourdieu.[källa behövs]

### Avsked från Le Monde
Förutom kontroverserna kring boken La face cachée du Monde (Le Mondes dolda sida) av Pierre Péan och Philippe Cohen, kritiserade Daniel Schneidermann själv i sin egen bok Le Cauchemar médiatique reaktionen på ledningen av dagstidningar. Schneidermann fastställde att dessa inte svarade på de argument han presenterade i boken. Le Monde sparkade Schneidermann oktober 2003, på grund av "legitima och allvarliga orsaker"; enligt tidningen var ett stycke i Schneidermanns bok skadlig för organisationen han arbetade för. Daniel Schneidermann tog tidningen till arbetsrättsdomstolen i Paris, vilken maj 2005 dömde till Schneidermanns fördel. Le Monde har accepterat beslutet.
Daniel Schneidermann sade själv under 2003 upp en frilansjournalist på Arrêt sur images, liksom en moderator för programmets internetforum, eftersom han ansåg att de inte arbetade för programmets grundprinciper. Uppsägningarna avslogs i arbetsdomstolen den 20 maj 2005, då man ansåg att de saknade grund.

### Anklagelser om plagiat
Under 2000 gav Schneidermann ut Galenskapen på Internet, en bok där artikelserier som från början hade publicerats i Le Monde återtrycktes. Han anklagades för plagiat av två författare. Schneidermann försvarade sig genom att säga att artiklarna baserades på så många källor att det var omöjligt att nämna alla.